# Alfaro-Passage
Die Alfaro-Passage (spanisch Paso Alfaro) ist eine Meerenge in der Hughes Bay an der Danco-Küste im Westen des Grahamlands auf der Antarktischen Halbinsel. Sie verläuft zwischen der Küste und der vorgelagerten Apéndice-Insel.
Teilnehmer der 15. Chilenischen Antarktisexpedition (1960–1961) benannten sie nach Mario Alfaro Cabrera, Kommandant des Schiffs Yelcho bei dieser Forschungsreise.